# わち山野草の森
わち山野草の森（わちやまやそうのもり）は、京都府船井郡京丹波町にある公園。面積は約12ha。園内に温室・生産ハウスなどがあり、ハウスで生産した植物は温室や道の駅「和」で販売している。

## 施設概要
- 所在地：京丹波町坂原シヨガキ5番地[1]
- 営業時間：9時から17時（入園は16時まで）[1][2]
- 定休日：火曜日（祝日の場合は翌水曜日）[1][2]
- 入園料：有料[1]
- 施設
  - 管理棟、温室、クラフト館
  - 稲荷池、新池
  - イベント広場、つつじの丘
  - ささゆりの丘ゾーン、あじさいゾーン、小川のせせらぎゾーン、湿性植物ゾーン
  - ハーブ園、ショウブ園、アカマツ園、シャクナゲ園、梅園
  - ささゆり群生地、つばき群生、オオイワカガミ、カタクリ、岩場植物
  - 広葉樹、針葉樹
  - 炭焼き小屋、あづまや、トイレ
  - 無料駐車場：乗用車50台、大型バス4台

## 周辺
- 道の駅和

## アクセス
- 電車
  - JR西日本山陰本線和知駅から徒歩約35分(約2.3キロメートル)
- 自動車
  - 京都縦貫道京丹波わちICから国道27号で約6キロメートル
  - 京都縦貫道丹波ICから国道9号、国道27号で約17キロメートル
  - 舞鶴若狭道綾部ICから国道27号で約20キロメートル